# Plutella xylostella
Espèce
La Teigne des crucifères ou Teigne des choux (Plutella xylostella) est une espèce de lépidoptères (papillons) de la famille des Plutellidae.

## Dénomination
Plutella xylostella (Carl von Linné, 1758)
Synonymes : Phalaena Tinea xylostella (Linnaeus, 1758), Cerostoma xylostella (Linnaeus, 1777), Cerostoma maculipennis (Curtis, 1832), Plutella maculipennis, Plutella albovenosa (Walsingham, 1907)

### Noms vernaculaires
La Teigne des crucifères ou Teigne des choux se nomme en anglais Diamondback moth ou Cabbage moth, en allemand Kohlschabe ou Kohlmotte, en espagnol Polilla de la col et en italien Tignola delle crucifere.

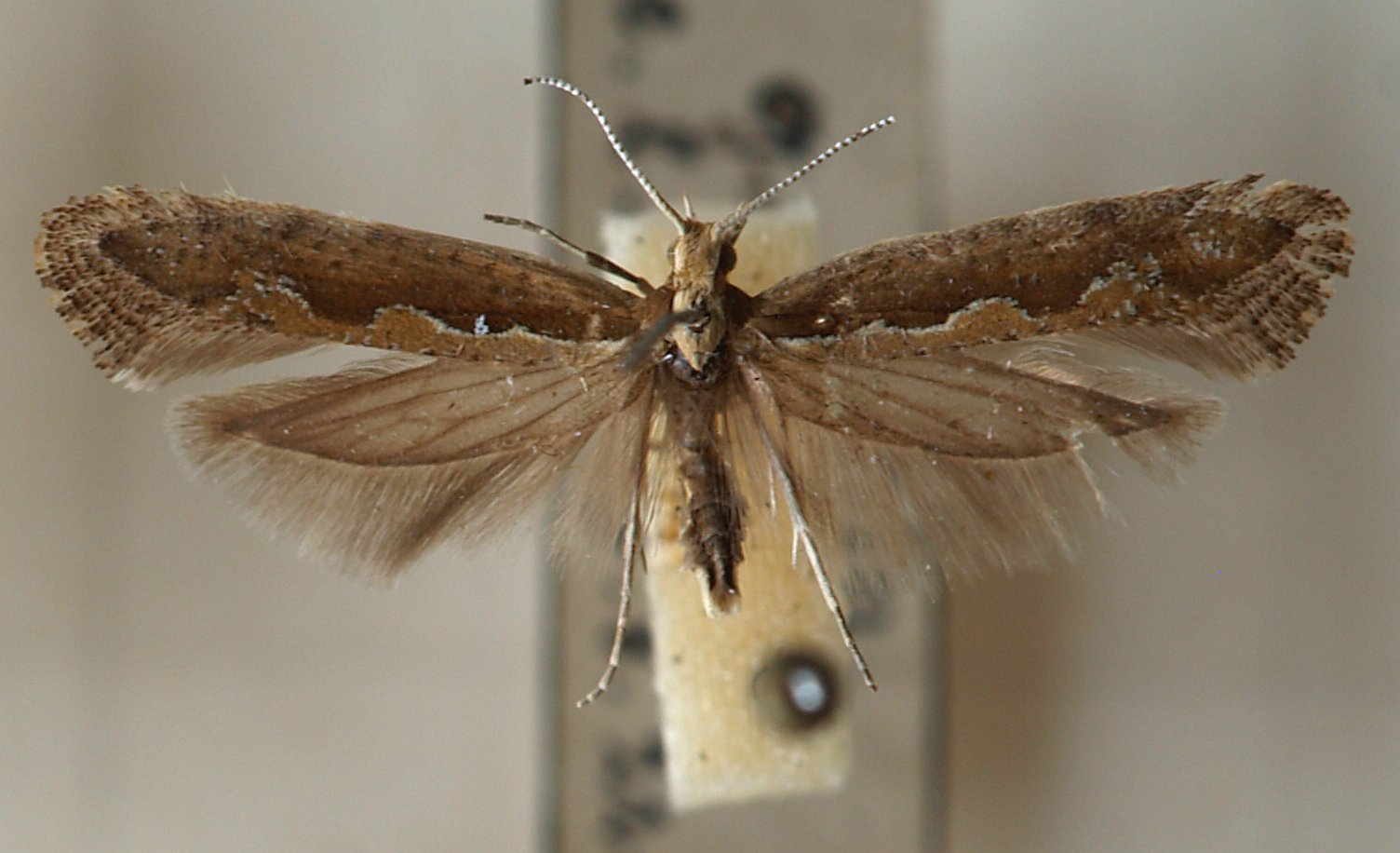
Plutella xylostella

## Description
C'est un petit papillon de 12 à 17 mm d'envergure aux ailes en toit au repos. Ses ailes antérieures, de couleur marron, sont étroites avec une frange au bord postérieur et ses ailes postérieures sont grises avec une frange.

### Chenille
Cette petite chenille est agile et en cas de contact se laisse tomber sur le sol. Elle dévore les feuilles en laissant les nervures.

### Chrysalide
Longue de 8 mm, elle est d'abord de couleur jaune ou verte puis plus foncée.

## Biologie
Il a de trois à six générations par an. La femelle vole environ 16 jours. Elle pose ses œufs, à la face inférieure des feuilles. Ils évoluent en 4 à 8 jours
Ce papillon est capable de migrations à grande distance.

### Période de vol et hivernation
Il vole de fin mai à octobre. 
Les chenilles hivernent dans un cocon.

### Plantes hôtes
Ses plantes hôtes sont les crucifères, dont le chou cultivé.

### Parasitisme
Plutella xylostella possède un parasite Cotesia plutellae un endoparasitoïde solitaire population dépendant.

## Écologie et distribution
Espèce présente dans toute l'Europe, en Asie, Afrique, dans les Amériques, en Australie, Nouvelle-Zélande et Hawaï.

### Lutte et résistance
Aux États-Unis, cet insecte a acquis une résistance au DDT après les épandages massifs dans les années 1940 ; c'est à la suite de cette sélection que Plutella xylostella est devenu un problème majeur, le DDT ayant éliminé tous ses concurrents et prédateurs.
Cette résistance s'est étendu géographiquement et l'insecte a continué à évoluer pour s'adapter aux nouveaux pesticides ; il a notamment développé une résistance à la toxine Bt.
Cette résistance entraine des coûts faramineux en pesticides aux producteurs de choux ; des chercheurs ont investigué des voies alternatives pour le combattre. Après des essais infructueux de stérilisation aux rayons gamma (trop résistant !), le dernier recours semble être la manipulation génétique.

### Modification génétique
Oxitec, une entreprise de biotechnologie, proche de Syngenta, a déposé auprès du ministère de l'Agriculture des États-Unis (USDA), une demande pour un lâcher expérimental de Plutella xylotstella génétiquement modifié pour que sa descendance femelle ne survive pas, avec tous les risques afférents associés aux profondes modifications génétiques appliquées à des insectes lâchés dans la nature.